# Storia del Wolverhampton Wanderers Football Club
La storia del Wolverhampton Wanderers Football Club è caratterizzata dall'alternanza tra periodi di successo e periodi di magri risultati.
Il Wolverhampton F.C. venne fondato a St. Luke nel 1877 da John Baynton e John Brodie in una scuola. Un anno dopo il club venne fuso con il club locale di cricket per formare il Wolverhampton Wanderers Football Club. Insieme ad altri club fu uno dei fondatori della Football League inglese nel 1888. Il club vinse la prima FA Cup della sua storia ma successivamente retrocedette in Second Division. Qui il club riesce incredibilmente a conquistare la sua seconda FA Cup, pur militando nella seconda serie del campionato inglese. Dopo la prima guerra mondiale il club trovò delle difficoltà e così retrocedette in Third Division per poi, nel giro di pochi anni, tornare immediatamente in First Division.
Al ritorno dalla guerra il Wolverhampton vide giocare il miglior calcio di quei tempi. Con Stan Cullis in panchina i Wolves giocarono un calcio spumeggiante e vinsero tre titoli di First Division, due FA Cup e quattro Charity Shield. Dopo un ventennio di vittorie in patria e in Europa, Cullis ebbe una serie di risultati scadenti che portarono al suo esonero. Il club attraversò anni altalenanti nei quali vinse una League Cup e raggiunse la finale di Coppa UEFA.
Gli anni ottanta iniziarono benissimo per il Wolverhampton, che vinse la League Cup per la seconda volta, ma da quel momento vi furono difficoltà: una prima retrocessione in Second Division, un pronto ritorno tra le grandi ed una caduta libera dalla First alla Fouth Division nel 1986, a causa di una presidenza fallimentare ed una grave crisi economica. L'amministrazione comunale della città prese in mano la squadra e attuò una pronta risalita, fino a trovare stabilità in First Division (seconda serie del campionato inglese).
Nel 2003 i wolves riuscirono a centrare per la prima volta la promozione in Premier League, ma non conservarono la prima serie. Il club venne promosso in Premier League nuovamente nel 2009 e riuscì a rimanervi per tre stagioni, per poi retrocedere al termine della stagione 2011-2012. In un biennio la squadra cadde in terza serie, ma seppe risollevarsi prontamente e infine ritrovare anche la promozione in Premier League, dove è tornata per la stagione 2018-2019.

## Le origini (1877-1888)
La squadra è stata fondata a St. Luke nel 1877 da John Baynton e John Brodie, dopo che un gruppo di alunni nella scuola St. Luke's Church in Blakenhall si è presentato con un pallone dal loro preside Harry Barcroft. Due anni dopo, si fuse con il club di cricket locale, The Wanderers, per formare la squadra di calcio Wolverhampton Wanderers.
Il club erano inizialmente dato l'uso di due campi - Campo di James Harper e Red House Park - entrambi situati Lower Villiers Street in Blakenhall. Da lì, si trasferirono in una zona della strada Dudley di fronte ai Fighting Cocks Inn nel 1881. Il club divenne poi uno dei dodici fondatori della Football League inglese nel 1888 e finì la stagione inaugurale in un meritevole terzo posto, così come raggiunsero la loro prima finale di FA Cup, perdendo 3-0 contro i vincitori del primo Double, il Preston North End.

## I primi trionfi in coppa e le avventure tra la guerra (1888-1939)
Il Wolverhampton è rimasto a far parte dei membri di quella che divenne la First Division dal 1888 fino alla retrocessione nel 1906, vincendo la FA Cup per la prima volta nel 1893, quando hanno battuto l'Everton 1-0 al Fallowfield Stadium di Manchester. Due anni dopo la retrocessione, la squadra gode un'altra vittoria in FA Cup, come un club di Second Division, battendo sorprendentemente il Newcastle United 3-1 nella finale del 1908. Dopo aver lottato molti anni per riconquistare il loro posto nella massima divisione, il Wolves subì nuovamente la retrocessione nel 1923, scendendo in Third Division. La prima promozione del Wolverhampton è stata conquistata appena un anno dopo, stretto rivendicando il titolo di Third Division del Nord al primo tentativo, davanti al Rochdale.
Dopo otto anni più di nella Second Division, il Wolves finalmente raggiunse un ritorno al calcio di massima divisione nel 1932, rivendicando il titolo di Second Division e ottenendo così un'altra promozione. Negli anni precedenti alla Seconda Guerra Mondiale, la squadra si affermò come uno dei club più importanti in Inghilterra. Nel 1938,al club sarebbe bastato vincere l'ultima partita della stagione per essere campioni per la prima volta, ma sono stati battuti 1-0 in casa del Sunderland e l'Arsenal ha ottenuto il titolo, e ancora una volta nel 1939, questa volta dietro Everton, con la frustrazione dei tifosi a causa della sconfitta nell'ultima finale pre-guerra di FA Cup, perdendo 4-1 contro lo sfavorito Portsmouth.

## L'era Stan Cullis e la nascita del calcio europeo (1946-1960)
Quando la Football League riprese nel 1946, il Wolves subì l'ennesimo fallimento straziante in First Division. Proprio come nel 1938, la vittoria nella loro ultima partita della stagione, contro i rivali che lottavano per il titolo Liverpool, avrebbe vinto il titolo, ma una sconfitta per 2-1 ha dato invece dato la vittoria del campionato 1947 al club del Merseyside.
Quella partita fu l'ultima in maglia del Wolves per Stan Cullis, che un anno dopo diventa direttore del club. Nella prima stagione in carica ha condotto il Wolves ad un primo riconoscimento importante in 41 anni, battendo il Leicester City 3-1 nella finale di FA Cup, e un anno dopo, solo la differenza reti il Wolves ha impedito la conquista del titolo First Division.
Gli anni cinquanta sono stati di gran lunga il periodo di maggior successo nella storia del Wolverhampton Wanderers. Capitanata da Billy Wright, il Wolves vinse il campionato per la prima volta nel 1954, a discapito dei rivali del West Bromwich Albion. Due altri titoli sono stati in seguito vinti negli anni successivi, il Wolves cementò la propria posizione come la squadra più importante nel calcio inglese e divenne universalmente noto per il loro successo sul campo così come amichevoli di alto profilo contro i top club europei e lo sviluppo pionieristico dello stile del calcio di Cullis "kick and rush " (calcio e corsa).
La loro innovazione in campo ha fatto riscontro altrove, come il Molineux è stato uno dei primi terreni a fornire alla loro squadra riflettori nell'estate del 1953, come il club anche finanziariamente sbocciato grazie ad alto profilo superiore amichevoli come con il Real Madrid che venne al Molineux e subì una sconfitta per mano degli uomini di Cullis. La seguente serie delle famose "amichevoli" con illuminazione notturna, a cominciare da una partita contro il Sudafrica XI, ha avuto un effetto enorme nel elevare il profilo del club, entusiasmando molti come il giovane fan del Wolves George Best e gli altri che hanno avuto la fortuna di essere in grado di vedere le partite sulla BBC in alcune delle prime partite del calcio televisivo. Altre partite del club più importanti al momento includono vittorie su Borussia Dortmund, Valencia CF, e una vittoria per 3-0 sul Real Madrid.
L'alto profilo del gioco continuò contro altri top club internazionali, quali Racing Avellaneda, club argentino, lo Spartak Mosca, club sovietico, e la memorabile partita contro gli ungheresi dell'Honvéd di Puskás. A fine primo tempo gli ungheresi si portarono in vantaggio per 0-2 sul Wolverhampton, che riuscirono a rimontare per 3-2 a fine partita, dichiarando il Wolves “la squadra più forte del mondo".
La vittoria del titolo del 1959 permette al Wolverhampton di partecipare per la prima volta alla Coppa dei Campioni, diventando il secondo club inglese dopo il Manchester United ad entrare nella competizione. Dopo che Spartak Mosca, Dynamo Mosca e Real Madrid sono state battute al Molineux, il Wolverhampton colleziona dei successi in Coppa dei Campioni contro Stella Rossa, Schalke 04 e Barcelona, durante il periodo di dominazione madridista. Il Wolves fu anche la prima squadra a siglare 100 reti in tre stagione di seguito in First Division (1958-60). Nella stagione 1960 non riescono a effettuare il primo Double del XX secolo, vincendo la loro quarta FA Cup per 3-0 contro il Blackburn, ma giungendo secondo in First Division dietro al Burnley di un solo punto.

## L'esonero di Cullis e il campionato in America (1961-1969)
Nei primi anni '60 il Wolverhampton inizia il declino e Cullis fu esonerato nel settembre del 1964 all'inizio della stagione, quando il club non aveva mai lasciato la zona retrocessione. A fine stagione arrivò la retrocessione in Second Division dopo più di 25 anni di successi a livello europeo e mondiale. Il ritorno nella massima serie però non si fece attendere molto. Nella primavera del 1967 viene promossa in First Division con il secondo posto dietro al campione della serie cadetta, il Coventry City.
Durante l'estate del 1967, il Wolverhampton giocò una stagione in Nord America nel campionato americano chiamato United Soccer Association. Il campionato importò dodici squadre da Europa e Sud America per giocare nelle città americane e canadesi prendendo il nome locale. Il Wolverhampton, giocando come Los Angeles Wolves, vinse la Western Division e successivamente la finale per il titolo di Campione di USA, battendo i Washington Whips, rappresentati dall'Aberdeen, campioni della Eastern Division.

## La rinascita negli anni '70 (1970-1980)
Il club ritornò al top dell'Inghilterra con una squadra che includeva giocatori del calibro di Derek Dougan, Kenny Hibbitt e Frank Munro, finendo il campionato 1970-71 in quarta posizione, qualificandosi per la nuova Coppa UEFA.
Nel proprio percorso di Coppa UEFA riuscì a battere l'Academica e l'ADO Den Haag entrambe per 7-1 (per aggregazione), il FC Carl Zeiss Jena per 4-0 (aggr.), la Juventus per 3-2 nei Quarti di Finale (aggr.) e il Ferencvaros 4-3 in Semifinale (aggr.). Il Wolverhampton perse la sfida d'andata della finale contro il Tottenham al Molineux per 2-1 e pareggiò a White Hart Lane per 1-1, perdendo la finale.
Due anni dopo, nel 1974, il club vinse la prima League Cup della loro storia, battendo il Manchester City.
Nonostante la retrocessione del 1976, il Wolverhampton riuscì senza problemi a ritornare in First Division, vincendo la Second Division.
Nella stagione 1979-80 il club riuscì a vincere con continuità in campionato, finendo in sesta posizione e raggiungendo la finale di League Cup, dove un gran goal di Andy Gray decise la gara contro il Nottingham Forest, allora detentrice della stessa League Cup e campione d'Europa in carica, portando il trofeo a Wolverhampton per la seconda volta.

## Il declino e il salvataggio (1981-1990)
Il club passa un brutto periodo negli anni '80. Un enorme costo per la demolizione della tribuna di Molineux Street e la sua ricostruzione portarono via al club £ 1.5 milioni. Il costo della ricostruzione, combinata dalla crisi economica dei primi anni '80, gettarono il club in una difficile situazione economica, che culminò con l'estinzione del club nel 1982. Il club fu acquistato in questa difficile situazione dai fratelli Bhatti, che non investirono nel club, portando a ben tre retrocessioni di fila nel 1984, 1985 e 1986, vedendo il Wolverhampton in quella situazione barcollare in Fourth Division per la prima volta nella storia del club. Alla fine i fratelli Bhatti decidono di lasciare il comando del club per cominciare una lenta riabilitazione del club grazie al Consiglio comunale cittadino.
Ma gli anni '80 non cominciarono male per il Wolves. Il club aveva vinto la League Cup ed era arrivato in sesta posizione in First Division, raggiungendo anche la semifinale di FA Cup nel 1981, come nel 1979. Il Wolverhampton subì la retrocessione in Second Division alla fine della stagione 1981-82 ed erano anche in debito di 2.5 milioni di pounds già all'inizio della stagione 1982-83 della serie cadetta. Il campionato però non si rivelò particolarmente complicato e il Wolverhampton riuscì senza problemi ad arrivare al secondo posto, equivalente alla promozione in First Division.
Un paio di mesi furono sufficienti per capire che il futuro del club in First Division non era affatto scontato. La prima vittoria nella stagione 1983-84 arrivò addirittura alla quindicesima giornata, contro gli storici rivali del West Brom per 1-3 al The Hawthorns nel novembre del 1983. La seconda vittoria arrivò al Molineux contro l'Everton, superati con un netto 3-0. Il miglior risultato arrivò contro il Liverpool, che vede il Wolves vittorioso per 1-0 contro la squadra che stava lottando per la vittoria della sua terza First Division di fila. Un gran pareggio per 1-1 contro il Manchester United e la sorprendente vittoria per 1-0 contro il Nottingham Forest non bastarono al club per salvarsi dalla retrocessione, arrivando all'ultimo posto in classifica.
La stagione 1984-85 non era cominciata particolarmente male per il Wolverhampton, ma la sconfitta per 5-1 a Barnsley fu il primo segno di una squadra ormai rovinata. La squadra a novembre era in tredicesima posizione e sette sconfitte di fila fecero precipitare il club in zona retrocessione già il 1º gennaio del 1985. Il 6 maggio 1985, nonostante la vittoria casalinga per 2-1 sull'Huddersfield Town, il club retrocesse in Third Division. Oltre il declino tecnico del club, ci fu anche un calo degli spettatori. Circa 15.000 spettatori videro la prima partita del campionato contro lo Sheffield United, nel corso della stagione le attendances continuarono a scendere, fino a toccare la misera quota di 4.422 spettatori nella partita contro l'Huddersfield Town, quella che confermò la retrocessione in Third Division.
Il Wolverhampton iniziò la prima stagione in Third Division il 17 agosto 1985 con una sconfitta al Griffin Park contro il Brentford. La striscia negativa del club continuò nel turno infrasettimanale contro Newport County con una sconfitta interna per 1-2 e ancora una sconfitta per 4-2 contro la favorita per la promozione Derby County. I primi punti del Wolves furono conquistati al Molineux Stadium con una vittoria per 3-2 contro lo York City. Prima di un'altra vittoria in campionato vi furono altre quattro sconfitte. La sconfitta per 6-0 contro il Rotherham ai Sedicesimi di FA Cup cominciò a farsi sentire sul morale della squadra e dei tifosi, che temono realmente una terza retrocessione consecutiva. Una vittoria per 3-1 contro il Gillingham il weekend successivo alla disfatta in FA Cup riaprì le speranze di sopravvivere per non retrocedere nuovamente, ma il Wolverhampton durante il campionato non riuscì ad ottenere risultati positivi e fu retrocesso per la prima volta nella sua storia nella Fourth Division, la quarta serie del campionato inglese, confermata il 26 aprile 1986 nonostante una vittoria interna per 3-1 sul Cardiff City, retrocesso anche quest'ultimo in Fourth Division.
Il 2 giugno 1986 finisce l'era dei fratelli Bhutti ricevendo un'offerta per 1.12 milioni di pounds per acquistare il Wolverhampton Wanderers Football Club.
Il club gioca la sua prima partita nella Fourth Division il 23 agosto 1986, in casa del Cambridge United, perdendo 2-1, ma il weekend seguente riuscirono a riscattarsi vincendo per 2-1 ad Aldershot. I risultati non lineari perseguiti durante l'autunno escludono il Wolverhampton dalla promozione diretta e dalla zona play-off, anche se il club è rassicurato non essendo né in zona retrocessione né in zona play-out, che significherebbe per la prima volta la retrocessione in Football Conference.
Una nuova era manageriale iniziò il 7 ottobre 1986. Il Wolverhampton acquistò Graham Turner, che rimase sulla panchina del club per sette anni.
Nel 1987 il Wolverhampton era a metà classifica della Fourth Division e la promozione sembrava davvero discutibile. Tuttavia il Wolves nella seconda metà di stagione riuscì ad ottenere ottimi risultati con Andy Mutch, attaccante del Wolves, che cominciò a segnare con regolarità. Il Wolverhampton giocava un ottimo calcio, cominciando una serie positiva di sette vittorie di fila che culminarono il 20 aprile 1987, dove il club vinse per 4-1 contro l'Hartlepool United, arrivando in quarta posizione, una posizione sotto la promozione automatica, e qualificandosi per i play-off. La semifinale d'andata di concluse con la vittoria del Wolverhampton sul Colchester United per 2-0 e la semifinale di ritorno finì a reti inviolate, qualificando il Wolverhampton. Sorprendentemente l'Aldershot riuscì a battere il club per 1-0 sia l'andata sia il ritorno della finale, annientando i sogni del club di una promozione al primo anno.
La stagione 1987-1988 comincia con un pareggio contro la neopromossa Scarborough per 2-2. Il Wolves cominciò a infilare una serie di risultati positivi e riuscì a conquistare la tanto sperata promozione in Third Division. Steve Bull fu lo strumento che per primo trascinò il Wolverhampton a questa promozione siglando 34 goal nel campionato e 52 in tutte le competizioni. Il club riuscì battere il Burnley per 2-0 a Wembley di fronte a 80.000 spettatori, conquistando il Trofeo Sherpa Van.
La prima partita stagionale del campionato 1988-89 non vede una buona partenza del Wolverhampton. Battuto 3-1 dal Bury, si riscatta però il weekend successivo, annientando il Preston North End per 6-0, dove Bull siglò quattro dei sei goal del Wolverhampton, dando una speranza ai tifosi di veder il club ritornare in Second Division dopo un solo anno di “purgatorio” in Third. Il Wolves disputò un ottimo campionato e riuscì nell'impresa di una doppia promozione dalla Fourth Division alla Second Division, divenendo anche la prima squadra ad essere campione di tutte e quattro le serie del campionato inglese.
Nel 1989-90 il Wolverhampton cercava l'impresa di una terza promozione di fila. Dopo cinque match senza vittorie, vince per 3-1 contro l'Ispwich Town e per 5-0 contro il Portsmouth. Inizia un nuovo decennio e il Wolves aspira a ben alti obiettivi. L'anno comincia con una grande vittoria contro il Newcastle per 4-1 con quattro goal di Bull. Il solito Bull trascina il Wolverhampton verso una possibile promozione, ma non basta per arrivare ai play-off ed il sogno promozione viene rimandato al prossimo anno.

## Gli anni di Hayward (1991-2002)
Nel maggio del 1990 il Wolverhampton Wanderers venne acquistato dal tifoso Jack Hayward, che due anni dopo comunica la ristrutturazione del Molineux Stadium, completata ufficialmente il 7 dicembre 1993, inaugurato dalla prestigiosa amichevole con l'Honvéd, il club ungherese che venne battuto al Molineux negli anni '50. Con lo stadio completato, Hayward si dedicò al mercato nel club, cosa che non accadeva dagli anni '70, confermando come allenatore Graham Turner. Questo però fallì tutti i tentativi di promozione in Premier League, la massima serie del campionato inglese, e venne così sostituito nel 1994 da Graham Taylor.
Il Wolverhampton con Taylor riuscì ad ottenere il miglior risultato del decennio arrivando a giocare i play-off, che perse per 2-3 contro il Bolton (per aggregazione) nella semifinale ma sotto la pressione dei tifosi il club fu costretto ad esonerare Taylor dopo solo una stagione sulla panchina dei Wolves. Mark McGhee fu il suo successore ma non fu all'altezza della squadra, non portandola neanche ai play-off. La stagione seguente fu molto più entusiasmante per il Wolverhampton, che gioca un ottimo calcio, ma si fa sorpassare dal Barnsley per il secondo posto che significa promozione diretta in Premier League, e perdendo in semifinale dei play-off contro il Crystal Palace.
Anche raggiungendo la semifinale di FA Cup un anno dopo, McGhee si dimise nel novembre 1998 lasciando il Wolves a metà classifica e fuori dalla tanto sperata zona play-off. Il suo assistente Colin Lee cercò di risollevare le sorti del club ma non vi riuscì, non agganciando la zona play-off nemmeno quest'anno. Con il poco budget a disposizione Lee non riuscì a far meglio di un settimo posto finale per la seconda volta nella stagione 1999-2000.
Colin Lee si dimise nel dicembre 2000 dopo una serie di risultati negativi, lasciando la squadra a poche posizione dalla zona retrocessione. Nel gennaio 2001 venne scelto Dave Jones, ex manager del Southampton, come successore sulla panchina del club e nonostante un buon girone di ritorno la squadra non riuscì a far di meglio di una posizione a metà classifica.
Nella sessione di mercato estivo ci furono molti investimenti nel team che condussero la squadra a lottare per i primi posti in classifica. Nel finale di campionato il Wolverhampton fu sorpassato proprio dagli arcirivali del West Brom, che acquistarono la promozione diretta in Premier League e costringendo il club Old Gold ai play-off, che persero in semifinale contro il Norwich City e videro ancora una volta sfumare i sogni del ritorno nella massima serie.
La stagione successiva iniziò negativamente per il club, che non toccò mai la posizione di promozione diretta in Premier. Dopo la sfida di FA Cup contro il Newcastle vinta per 3-2, il Wolverhampton perse solo due delle venti sfide della First Division, assicurandosi la quinta posizione in campionato, valido per i play-off. La semifinale play-off contro il Reading vide vittoriosa la squadra di Wolverhampton per 3-1 in gara unica, permettendo al club di partecipare alla finale play-off contro lo Sheffield United. Al Millennium Stadium di Cardiff la partita si decise nel primo tempo con i goal si Mark Kennedy, Nathan Blake e Kenny Miller, riportando il Wolverhampton nella massima serie dopo 19 anni dall'istituzione della Premier League.

## La breve esperienza in Premier League e gli anni di Championship (2002-2006)
Il debutto in Premier League fu condizionato dalle pesanti assenze di giocatori chiave della squadra come Matt Murray e Joleon Lescott per l'intera stagione e altri infortuni ad inizio del campionato. Dopo sette partite di fila senza vittorie il club riesce a vincere una formidabile sfida contro il Manchester United per 1-0. La squadra però non riesce a sfruttare gli scontri diretti per la salvezza e termina il campionato all'ultimo posto per la differenza reti, finendo a 33 punti insieme a Leicester City e Leeds United, retrocedendo nuovamente in First Division.
I tifosi speravano in una risalita immediata del club in Premier League con un solo anno di “purgatorio”. Il Wolverhampton comincia miseramente la stagione 2004-05 con un solo punto, affondando in 19ª posizione e Jones viene esonerato all'inizio del mese di novembre. Come nuovo coach fu designato Glenn Hoddle, che accettò un anno di contratto. Sotto la guida di Hoddle il Wolverhampton perse solo una dei venticinque match del campionato, ma ben quindici pareggi non bastarono al club la qualificazione ai play-off, che terminò il campionato al nono posto.
Anche la stagione 2005-06 si conclude con un deludente settimo posto e i tifosi contestano la squadra per la loro mancanza di grinta, orgoglio e passione del team e dello stesso Hoddle.

## Un nuovo inizio e la sorprendente promozione (2006-2009)
Dopo l'esonero di Hoddle prima della stagione 2006-07, il Wolverhampton ridisegna completamente la squadra, cominciando dall'ingaggio del nuovo coach dal Sunderland, l'irlandese Mick McCarthy.
La prima metà di stagione non fu molto produttivo per il club ma un'incredibile serie positiva di risultati li portò ad un quinto posto finale e l'accesso ai play-off, persi però in semifinale contro i rivali storici del West Brom per 4-2 (per aggregazione).
Ci fu un grande cambiamento a livello finanziario quando l'imprenditore Steve Morgan prende il controllo della società per 30 milioni di pounds da investire nel club. Inizia ufficialmente la sua presidenza il 9 agosto 2007.
Nella stagione 2007-08 il Wolverhampton non ha una partenza brillante. Infatti a fine dicembre la squadra si piazza a metà classifica, riuscendo però grazie ad un gran girone di ritorno e le reti di Sylvan Ebanks Blake si classifica al settimo posto, una posizione sotto i play-off, terminando a pari punti col Watford ma in svantaggio per la differenza reti di un solo gol.
La stagione seguente vede il Wolverhampton avere una rosa all'altezza dei primi posti in classifica e inizia alla grande la stagione calcistica con un pareggio seguito da sette vittorie consecutive. La squadra è trascinata dai goal di Ebanks-Blake e Chris Iwelumo e prende la vetta già a fine agosto, senza mai abbandonare le posizioni della promozione automatica in Premier League. La promozione fu confermata il 18 aprile 2009 al Molineux per una vittoria contro il Queens Park Rangers per 1-0, vincendo nuovamente la Championship.

## Il ritorno in Premier League (2009-2012)
Il Wolverhampton torna nella massima serie dopo cinque anni di assenza con una squadra che sembra tener testa alle squadre di livello medio in Premier. La partenza del club non è delle migliori, la squadra oscilla tra la zona medio-bassa della classifica, arrivando addirittura al 19º posto dopo 15 giornate. La squadra però riesce a riprendersi e conquista una 15º posto finale, centrando la salvezza.
Nella seconda stagione consecutiva in Premier League il Wolves sembra partire bene, 5 punti in 3 partite, ma subisce poi quattro sconfitte di fila, precipitando in zona retrocessione e rimanendoci costantemente fino alla 20ª giornata. La 21ª giornata vede un grande Wolverhampton vittorioso al Molineux contro il Chelsea per 1-0, abbandonando così la zona retrocessione. I festeggiamenti per la vittoria durano poco. La squadra subisce tre sconfitte di fila e piomba nuovamente in ultima posizione. Nella 25ª giornata il Wolverhampton gioca in casa contro il Manchester United. I Red Devils erano nettamente favoriti, ma un grande Wolves riesce a rimontare il goal di Nani con le reti di Elokobi e Doyle, trionfando così nella partita più difficile di tutto il campionato per 2-1. Questa vittoria riaccende le speranze nel cuore dei tifosi che sperano ancora nella salvezza del club. La svolta sembra arrivare. Un pareggio nel derby col West Brom e la larga vittoria contro il Blackpool fa momentaneamente uscire il Wolverhampton dalla zona retrocessione. La serie positiva continua con una vittoria al Villa Park per 0-1 ma il club torna nella zona calda della classifica. Tre sconfitte e due pareggi sembrano già decretare quale sia una delle squadre che parteciperanno alla Championship 2011-12, ma la squadra non si arrende. Il derby col West Brom viene dominato e vinto per 3-1 e nella penultima giornata di campionato la squadra di Mick McCarthy riesce nell'impresa di battere il Sunderland per 1-3, arrivando in 16ª posizione. Ma il Wolverhampton non è ancora salvo. L'ultima gara è lo scontro diretto che si gioca al Molineux contro il Blackburn. La partita viene già chiusa a fine primo tempo con un parziale di 0-3 a favore dei Rovers e il tentativo di rimonta del Wolverhampton fu inutile; il Wolves perde per 2-3. Tuttavia la sconfitta del Birmingham City da parte del Tottenham per 2-1 a White Hart Lane permette alla squadra di Mick McCarthy di rimanere a +1 sui rivali di Birmingham, salvandosi per il secondo anno di fila e condannando alla Championship i rivali.
La stagione 2011-12 inizia magnificamente per il Wolverhampton. Due vittorie e un pareggio nelle prime tre giornate valgono il momentaneo terzo posto, ma la squadra subisce cinque sconfitte di fila, precipitando nella zona medio-bassa della classifica. Il club conclude il girone d'andata con quattro vittorie ed un 16º posto che garantiva la salvezza. Il nuovo anno riprende con una sconfitta interna da parte del Chelsea per 1-2 e il club torna di nuovo in zona retrocessione. Una vittoria contro il Queens Park Rangers permette al club di fuggire dalla zona calda della classifica, ma alla 25ª giornata succede qualcosa di inaspettato. Il 12 febbraio 2012 il club gioca al Molineux il derby contro il West Brom. La squadra di McCarthy passa in svantaggio dopo circa 30' con una prodezza in Odemwingie, ma Fletcher pareggia i conti nel recupero. Nel secondo tempo il Wolverhampton domina in campo ma non riesce a siglare il gol del vantaggio, prendendo la traversa con un colpo di testa di Fletcher che sbatte sulla testa del difensore del West Brom, allontanando il pallone dalla porta. Il Wolverhampton si scopre e Olsson riesce ad approfittarne portando in vantaggio la propria squadra. Il Wolves crolla. In poco più di dieci minuti subisce tre gol, decretando una pesantissima sconfitta per 1-5. Il giorno seguente la società prende la decisione di esonerare Mick McCarthy e di affidare il team al suo assistente Terry Connor, scelta che si rivelerà disastrosa per il futuro della squadra. Il weekend seguente al derby il team di Connor gioca al St James' Park contro il Newcastle, dove dopo quindici minuti la squadra è già sotto con il parziale 2-0. Il Wolverhampton riesce però nel secondo tempo a rimontare i due gol di svantaggio, portando a casa un punto utilissimo per la lotta alla salvezza. Connor sembrava aver ripreso in mano la squadra, che dopo questo pareggio credeva nella terza salvezza consecutiva, ma il Wolverhampton subisce un'incredibile serie negativa di risultati. Sette sconfitte consecutive consegnano al club l'ultima posizione in classifica con solo due punti conquistati in dieci partite. Il 22 aprile 2012 gioca al Molineux contro il Manchester City. Il Wolverhampton gioca a viso aperto contro i Citizens che rincorrono il Manchester United per il titolo, ma Aguero sigla al 27' la rete del vantaggio del Manchester City, risultato che condanna il Wolverhampton alla Championship. Il Wolves si fa vedere in avanti, ma con scarsi risultati. Nasri chiude le speranze di salvezza del Wolverhampton al 74'. I tifosi presenti al Molineux non hanno però mai smesso di incitare la squadra, intonando "Hi ho Wolverhampton" e "Que sera sera". Il club torna in Championship dopo tre anni di permanenza nella massima serie, retrocedendo con tre giornate d'anticipo e finendo il campionato all'ultimo posto.

## La discesa e il quadriennio anni difficile (2012-2016)
Nel 2012-2013 il club si classifica 21º in seconda serie, retrocedendo in Football League One. 
Per la stagione 2013-2014 il club decide di puntare su Kenny Jackett, ex allenatore del Millwall, e rinnova la rosa acquistando promettenti giovani. Grazie ai goal di Leigh Griffiths (prima del suo passaggio al Celtic) e di Nouha Dicko i Wolves riescono agevolmente a mantenere i primi posti della classifica. Il 12 aprile 2014 la vittoria in trasferta per 0-2 contro il Crewe Alexandra (reti di McDonald ed Edwards) sancisce il ritorno immediato dei lupi in Championship. Due giornate dopo il club si aggiudica il titolo di campione della League One 2013-14 vincendo per 1-3 contro il Leyton Orient. Il punteggio finale è da record: 103 punti, uno in più della Juventus campione d'Italia. Con più vittorie, i Wolves avrebbero potuto insidiare il record mondiale dell'Evian.
Nella stagione 2014-2015 i Wolves emergono come outsider nella corsa alla promozione nella massima serie. Nonostante una preoccupante flessione nella fase centrale della stagione, l'azzeccato innesto invernale della punta Benik Afobe tiene in corsa la squadra fino all'ultimo, ma l'accesso ai play-off viene mancato a causa della peggiore differenza reti finale rispetto a Brentford e Ipswich Town.
La stagione 2015-2016 vede il Wolverhampton lottare stabilmente per le posizioni di media classifica, fino a concludere il campionato al 14º posto sulle 24 squadre partecipanti. 

## Proprietà cinese e ritorno in Premier League (2016-oggi)
Il 21 luglio 2016 la società è acquistata, per una cifra vicina a 45 milioni di sterline, dal gruppo cinese Fosun International. Il 29 luglio è ufficializzato l'esonero dell'allenatore Kenny Jackett, seguito il giorno seguente dall'annuncio del suo sostituto, l'italiano Walter Zenga.
Nonostante una campagna acquisti dispendiosa, favorita dall'agente portoghese Jorge Mendes, e un buon avvio di campionato, i risultati vengono a mancare e Zenga viene licenziato all'inizio di novembre; gli succede per un paio di partite il suo secondo (Rob Edwards, ex difensore dei Wolves) e successivamente è assunto Paul Lambert. La scossa, però, non arriva e la squadra sprofonda pericolosamente in zona retrocessione, evitata solo a poche gare dalla fine.
Per il campionato 2017-2018 è ingaggiato il tecnico portoghese Nuno Espírito Santo al posto di Lambert. La stagione si concluderà con la promozione in Premier League mediante la vittoria del campionato di Championship, con il club al comando della classifica per 34 giornate su 46.
La prima stagione in Premier League dopo sette anni si conclude con un ottimo settimo posto finale a quota 57 punti, piazzamento che vale la qualificazione ai preliminari di Europa League. In stagione il club ottiene risultati prestigiosi contro le prime sei della classifica: i lupi guadagnano 4 punti nel doppio scontro contro Chelsea, Arsenal e Manchester United, oltre al pareggio contro il Manchester City poi campione d'Inghilterra (1-1) e il successo per 3-1 sul campo del Tottenham. Contro il Liverpool, invece, non ottengono punti in campionato, ma prevalgono ai quarti di finale di FA Cup.
Durante la sessione estiva di calciomercato arrivano giocatori importanti, tra cui Patrick Cutrone dal Milan, Jesús Vallejo dal Real Madrid e Raul Jimenez dal Benfica, oltre ai giovani Pedro Neto e Bruno Jordão dalla Lazio. La stagione 2019-2020 si apre con i preliminari di Europa League, dove i wolves superano agevolmente i nordirlandesi dei Crusaders e gli armeni del P'yownik, per poi eliminare nel turno seguente anche il Torino, accedendo così al tabellone principale della manifestazione. Superato il girone di prima fase, eliminano ai sedicesimi di finale l'Espanyol.